# Святой Фёдор Стратилат (галера, 1704)
«Святой Фёдор Стратилат» или «Сант-Фёдор Стратилат» — галера Балтийского флота Российской империи, одна из галер типа «Святой Пётр», участник Северной войны.

## Описание галеры
16-баночная двухмачтовая галера с деревянным корпусом, одна из семи галер типа «Святой Пётр». Однако несмотря на то, что эти галеры были построены по одному проекту, их размеры и вооружение разнилось. Длина судна по килю составляла 31,3 метра, длина по палубе — 39,8 метра, ширина внизу — 2,42 метра, ширина вверху — 5 метров, а осадка 0,99 метра. В качестве основного движителя судна использовалось 16 пар вёсел, также галера была оборудована вспомогательным косым парусным вооружением. Экипаж галеры мог достигать 500 человек.
В качестве артиллерийского вооружения галеры в различных источниках приводятся от 8 до 19 орудий, включая одно 36-фунтовое и несколько 6-фунтовых орудий. Так в списке английского дипломата Чарльза Уитворта от 1708 года её вооружение состояло из одной 36-фунтовой пушки и семи 6-фунтовых.
Одна из двух галер Российского императорского флота, носивших это наименование. Также в составе Балтийского флота несла службу одноимённая полугалера 1711 года постройки. Помимо этого в составе Черноморского флота нёс службу парусный фрегат «Фёдор Стратилат» 1790 года постройки.

## История службы
Галера «Святой Фёдор Стратилат» была заложена на стапеле Олонецкой верфи 21 сентября (2 октября) 1703 года и после спуска на воду 18 (29) июня 1704 года вошла в состав Балтийского флота России. Строительство вел  кораблестроители С. Мелес и Ю. А. Русинов.
Принимала участие в Северной войне. В кампанию 1704 года находилась в составе эскадры галерного флота под командованием капитана Л. А. Лица.
В начале 1705 года при подготовке галеры к кампании выяснилось, что её невозможно вооружить орудием главного калибра в связи с тем, что корсия на галере была на дюйм уже необходимого размера, также банки на галере требовали ремонта. Вице-адмирал Корнелиус Крюйс 23 марта (3 апреля) 1705 года писал олонецкому коменданту И. Я. Яковлеву:

...на те 4 галеры которые здесь лежат вразности шириною вкорсиа зделали, а галеры весть все вединой великности и доведетце наних равной тягости весом и пушки быть а ныне толко наедину галеру мочно пушки положит на которой капитан Малин, а досталные все будет переделывать лавки и корсиа...— Письмо К. И. Крюйса — И. Я. Яковлеву от 23 марта (3 апреля) 1705 года
Однако все конструктивные недостатки галеры были в итоге устранены, её вооружили и в кампанию этого года она находилась под Кроншлотом под командованием того же капитана, что и в предыдущем, а на зимовку уходила в Санкт-Петербург.
В списке «судов царского флота», находившегося в мае 1708 года на якорях в тридцати верстах от Санкт-Петербурга между островом Ричарда и Кроншлотом под общим командованием генерал-адмирала Ф. М. Апраксина и вице-адмирала К. И. Крюйса, составленном английским дипломатом Чарльзом Уитвортом, галера фигурирует как одна из 8 галер отряда контр-адмирала графа И. Ф. Боциса, состоявшего из галер «Святой Пётр», «Александр Македонский», «Вера», «Надежда», «Любовь», «Фёдор Стратилат» и двух неидентифицированных галер. При этом отмечается, что на галере в это время находилось 200 из 500 необходимых членов экипажа и 8 орудий.
По окончании службы до 1710 года галера «Святой Фёдор Стратилат» была разобрана

### Комментарии
1. ↑  Всего в рамках серии было построено 7 галер: «Святой Пётр» (головное судно проекта), «Золотой орёл», «Святой Фёдор Стратилат», «Александр Македонский», «Надежда», «Любовь» и «Вера»[1].
2. ↑  44 аршина[2].
3. ↑  56 аршин[2].
4. ↑  3 аршина 6,5 вершков[2].
5. ↑  7 аршин[2].
6. ↑  5,5 четвертей[2].
7. ↑  Или 16 банок[3].
8. ↑  По состоянию на 8 (19) ноября 1704 года[10].
9. ↑  Из четырёх находившихся в Санкт-Петербурге галер: «Святой Пётр», «Золотой орёл», «Святой Фёдор Стратилат» и «Александр Македонский», только галеру «Святой Пётр» возможно было вооружить орудием главного калибра без конструктивных вмешательств[1][12].
10. ↑  Всего в списке фигурирует 12 линейных кораблей с 372 орудиями и 1540 членами экипажей, 8 галер с 64 орудиями и 4000 членами экипажей, 6 брандеров, 2 бомбардирских корабля и 305 мелких судов[14].